# Drăghici
Drăghici – wieś w Rumunii, w okręgu Ardżesz, w gminie Mihăești. W 2011 roku liczyła 1034 mieszkańców.